# متنزه بحيرة سينيكا الحكومي
متنزه بحيرة سينيكا الحكومي، تبلغ مساحته 141 أكر (0.57 كـم2) ويقع في مقاطعة سينيكا، نيويورك في الولايات المتحدة. يقع المتنزه في الطرف الشمالي من بحيرة سينيكا، إحدى بحيرات الاصبعية. يقع المتنزه جنوب وبين جنيف وواترلو.

## وصف
يوفر متنزه سينيكا الحكومي شاطئ وطاولات نزهة وركوب الدراجات وإطلاق القوارب وصيد الأسماك في الجليد. تتوفر متنزه مائي «سبراي جراوند» بالإضافة إلى ملعب تقليدي مجاور للأطفال الذين تتراوح أعمارهم بين 4 و 12 عامًا. يتوفر أيضًا اثنان من الموانئ بإجمالي 216 منزلق في المتنزه.

## تاريخ
بدأ المتنزه كمتنزه بلدي طورته مدينة جنيف في عام 1922. تم افتتاح المتنزه باسم متنزه بحيرة سينيكا الحكومية في عام 1957 بعد أن نقلت المدينة الأرض إلى ولاية نيويورك. تم افتتاح «سبراي جراوند» في المتنزه عام 2002.

### أنتشار داء خفيات الأبواغ 2005
في 1 أغسطس 2005، أغلق المتنزه المائي «سبراي» بعد طفيلي خفية الأبواغ،اكتشف في الخزانات التي تزود عامل الجذب. بحلول الأول من سبتمبر من ذلك العام، أبلغ أكثر من 3800 شخص قد ذكرت عن أعراض داء خفيات الأبواغ، التي يسببها الطفيلي. بعد التحليل المختبري ، تم تأكيد 425 حالة واعتبر أن ما مجموعه 1،374 حالة محتملة قد نشأت من المتنزه. أدى الحادث إلى تمرير المزيد من اللوائح المتعلقة بإجراءات الصرف الصحي في الحدائق المائية في ولاية نيويورك.
أعيد فتح أرض سبرايجراوند في 26 أغسطس 2006، بعد ترقية مرافق الترشيح والتطهير التي تضمنت دمج وحدة الأشعة فوق البنفسجية التي تبرعت بها. أي تي تي / ويديكو .تم تسويه دعوى جماعية ‏ بقيمة 5 ملايين دولار ورفعها ضد ولاية نيويورك في عام 2014، مع منح تعويض ما يصل إلى 2500 من ضحايا تفشي المرض.